# Elachista nymphaea
Elachista nymphaea é uma espécie de insetos lepidópteros, mais especificamente de traças, pertencente à família Elachistidae. Foi descrita por Meyrick em 1911. É encontrada na África do Sul.